# Стельмащук Зіновій Миколайович
Зіновій Миколайович Стельмащук (нар. 31 жовтня 1956, м. Чита, Росія) — український науковець у галузі музикознавства і педагогіки, кандидат педагогічних наук (1993), доктор філософії (2004).

## Життєпис
Зіновій Стельмащук народився 31 жовтня 1956 року у місті Читі Росії.
Закінчив Теребовлянське культурно-освітнє училище (1974), Київський інститут культури (1978). Працював диригентом, керівником оркестрової групи фольклорного ансамблю пісні і танцю «Веснянка» тернопільського палацу культури «Октябрь»; від 1983 року в Тернопільському національному педагогічному університеті імені Володимира Гнатюка: викладач, старший викладач, доцент (1994), завідувач катедри теорії і методики музичного виховання, заступник декана (1998—2004), декан музично-педагогічного факультету (2002—2005), інституту мистецтв (2005—2013), від 2013 — декан факультету мистецтв; керівник студентського оркестру народних інструментів (1994—2000).
Член журі Міжнародного багатожанрового дитячо-юнацького фестивалю-конкурсу «Свято, мистецтво, море» (Болгарія).

## Доробок
Автор наукових і навчально-методичних праць.